# Droga wojewódzka nr 389

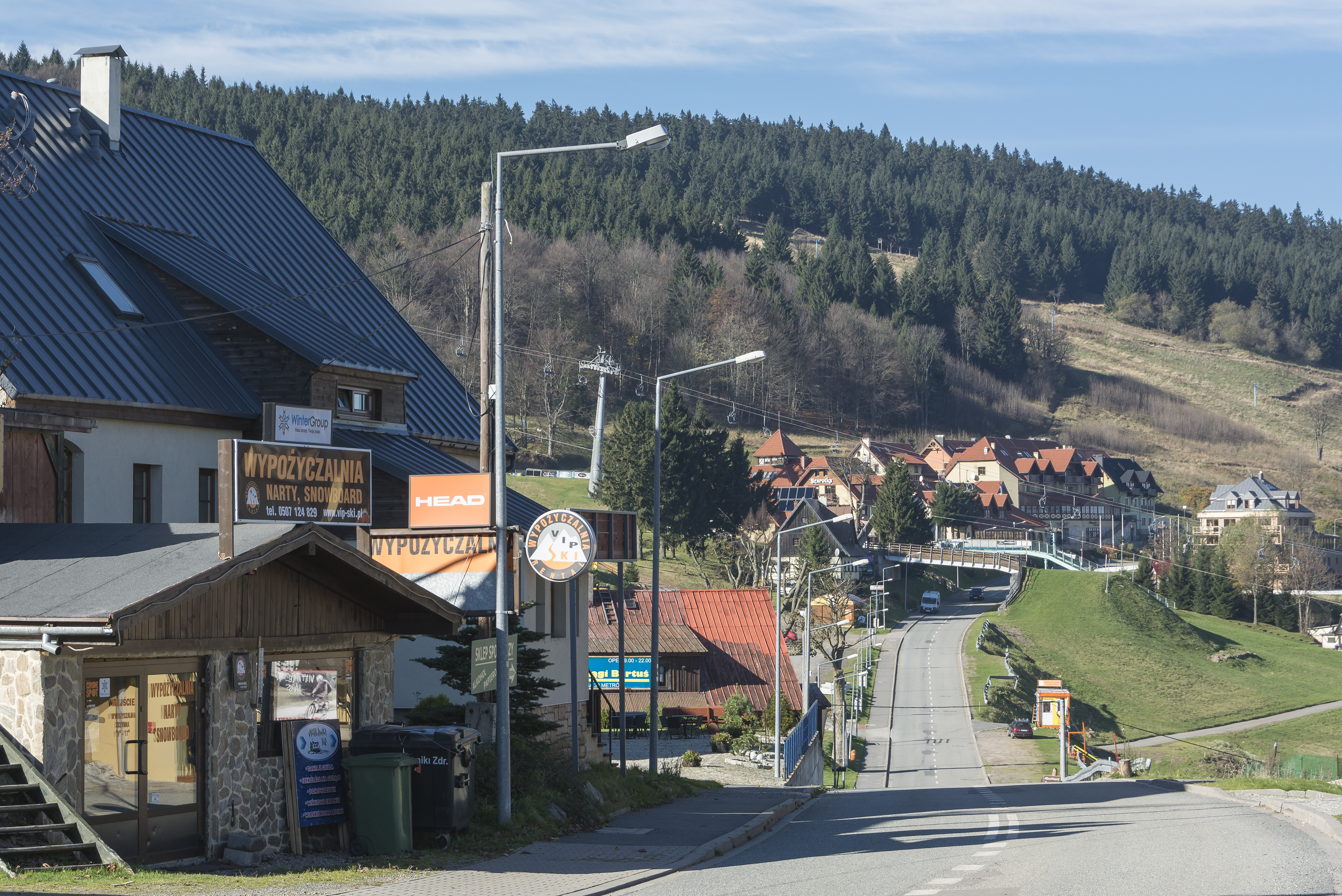
Droga w Zieleńcu

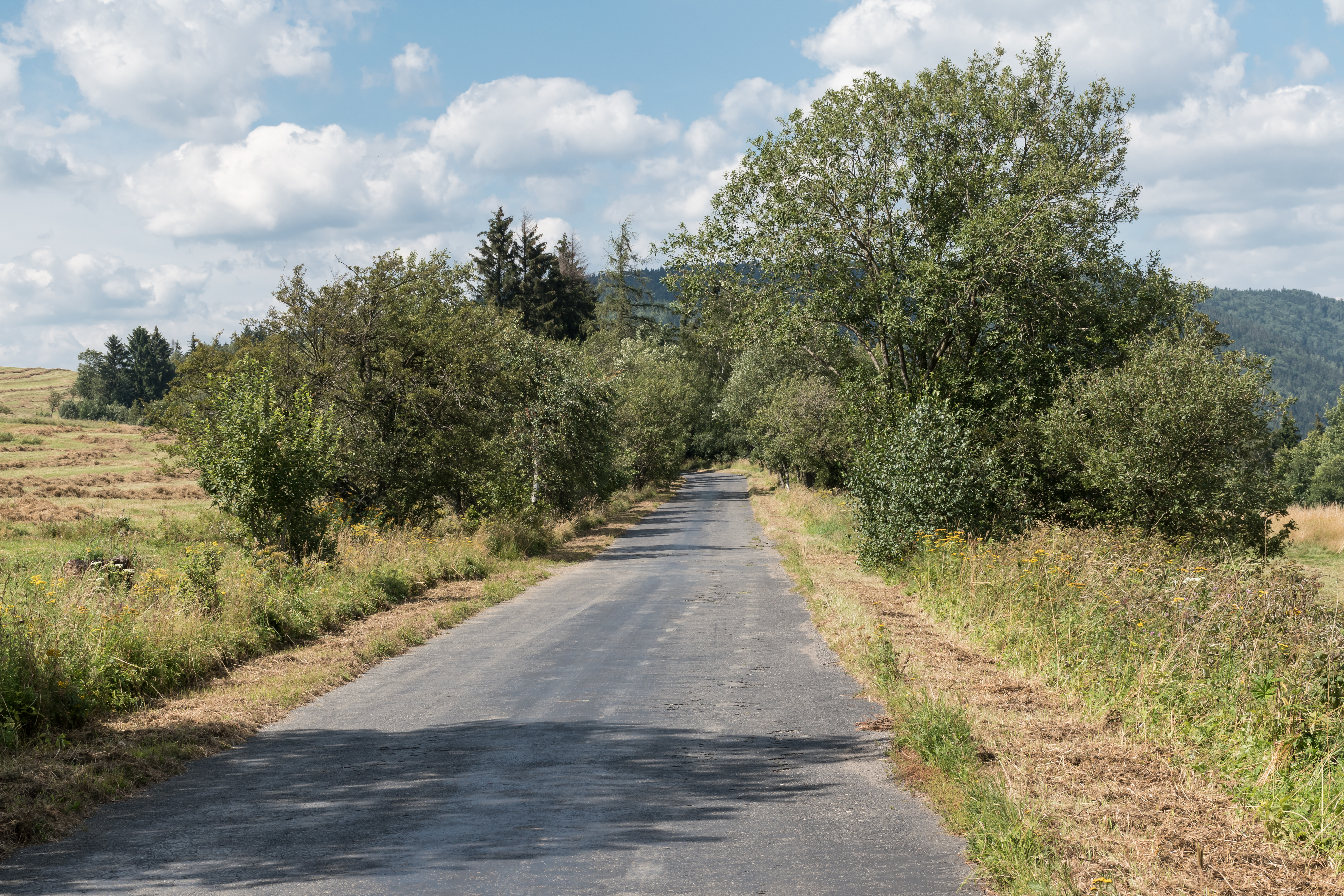
Droga pomiędzy Gniewoszowem a Przełęczą nad Porębą

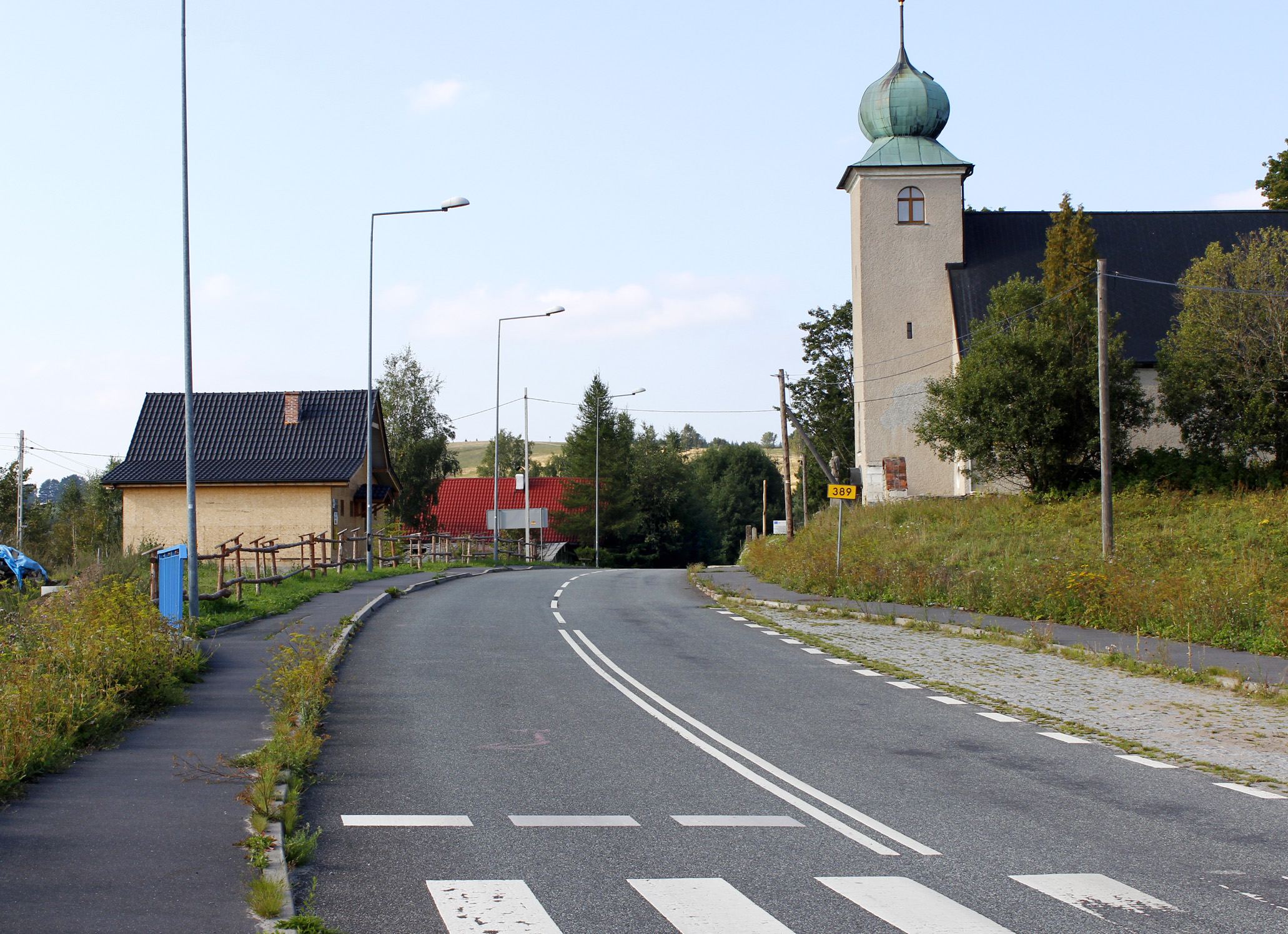
Droga w Mostowicach

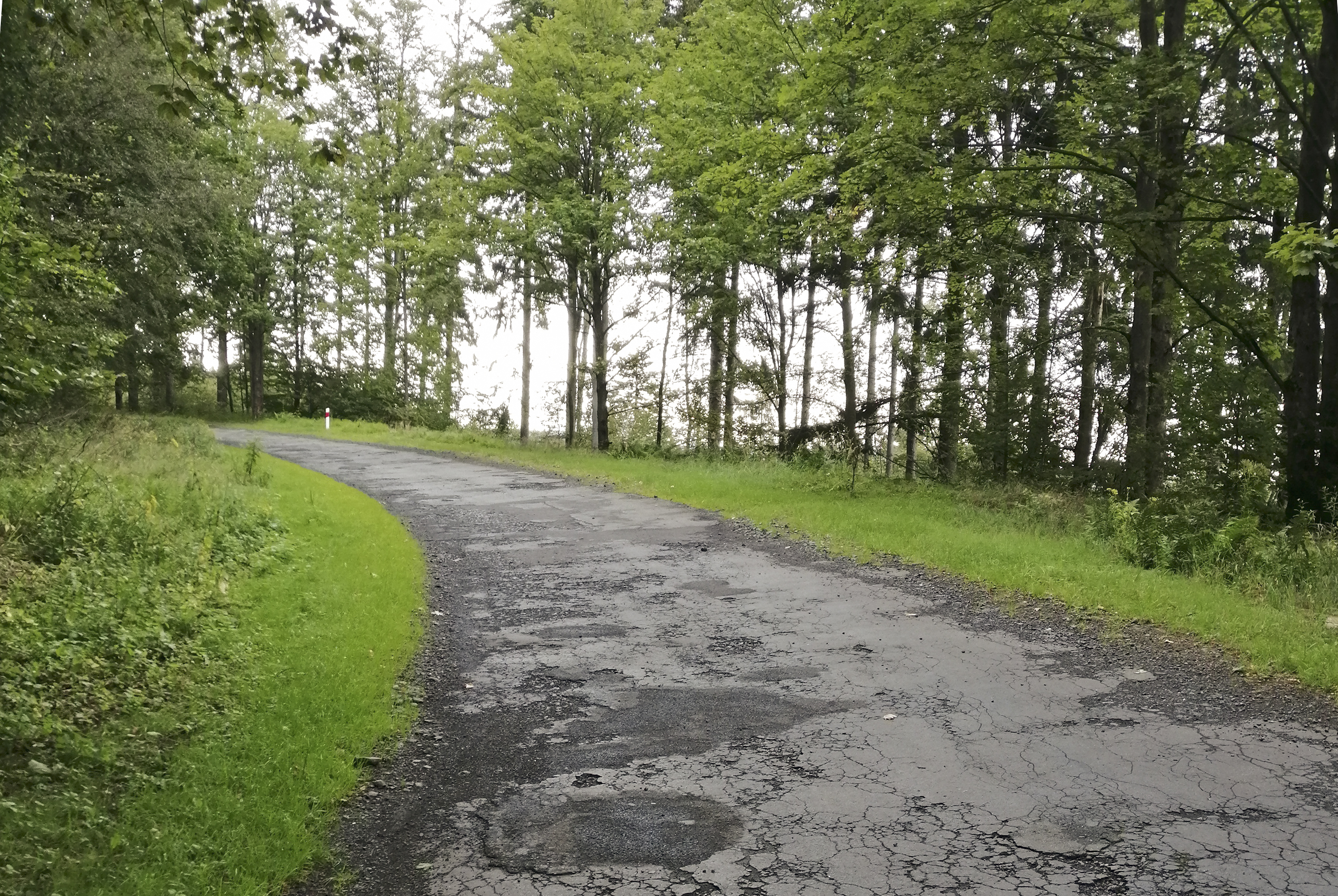
Droga wojewódzka nr 389 w Kotlinie Kłodzkiej

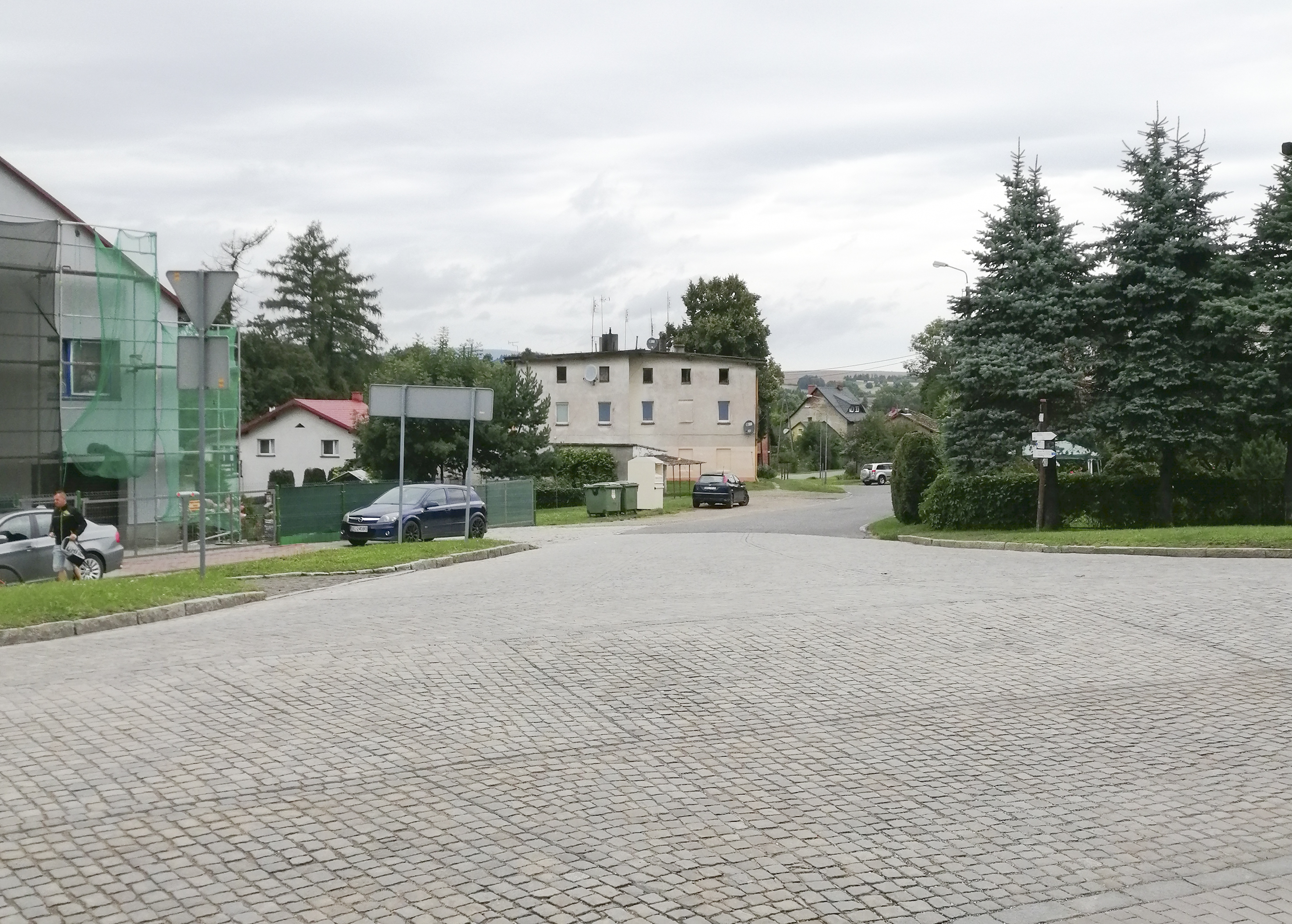
Koniec drogi wojewódzkiej nr 389 w Międzylesiu. Na pierwszym planie droga krajowa nr 33

Droga wojewódzka nr 389 (DW389, także Autostrada Sudecka) – droga wojewódzka w Sudetach w Górach Bystrzyckich i Górach Orlickich o długości ok. 42 km, łącząca drogę krajową nr 8 na przełęczy Polskie Wrota z drogą krajową nr 33 w Międzylesiu. Została zbudowana w latach 30. XX wieku. Należy do najwyżej położonych szos asfaltowych w Polsce. Otwierają się z niej widoki Kotliny Kłodzkiej, Masywu Śnieżnika i Doliny Orlicy.

## Przebieg
Autostrada Sudecka rozpoczyna się na przełęczy Polskie Wrota, gdzie na wysokości 660 m n.p.m. odchodzi od drogi DK8 (E67) między Dusznikami a Kudową. Stokami Orlicy wspina się do Zieleńca, osiągając najwyższą wysokość (925 m n.p.m.). Ten odcinek biegnący przez Góry Orlickie nosi nazwę Drogi Orlickiej.
Dalej droga prowadzi w dolinę Dzikiej Orlicy przez wsie Mostowice i Lasówkę. Stamtąd skręca na południowy wschód, w Góry Bystrzyckie, wspinając się na Przełęcz Spaloną.
Z Przełęczy Spalonej biegnie poziomo na południe, trawersując stoki masywu Jagodnej, do Przełęczy nad Porębą i dalej do górnych zabudowań wsi Gniewoszów. Na jej terenie droga opada stromo do Rowu Górnej Nysy. Stamtąd, przez Różankę, prowadzi do Międzylesia, gdzie się kończy.

## Historia, funkcja i znaczenie
Autostradę Sudecką zbudowano jako element Drogi Sudeckiej (Sudetenstraße) – szosy turystycznej poprowadzonej wzdłuż całych Sudetów. Poza A.S. powstał jeszcze tylko jeden odcinek tej drogi, ze Świeradowa-Zdroju do Szklarskiej Poręby (DW358 z Zakrętem Śmierci). Budowa drogi o łącznej długości 41 km trwała w okresie od 1931 do 1938 roku.
Droga miała też pełnić funkcje wojskowe, o czym świadczą ruiny obiektów strategiczno-obronnych (fortyfikacje i schrony) wybudowanych w pobliżu drogi w rejonie Przełęczy nad Porębą. Wiąże się z tym nieoficjalna nazwa drogi: "Autostrada Göringa", ponieważ w latach 1942-44 przedsięwzięcie nadzorował Marszałek Rzeszy Hermann Göring.
Po II wojnie światowej droga utraciła znaczenie militarne (ze względu na włączenie Dolnego Śląska w granice Polski) i turystyczne (z powodu restrykcyjnych przepisów dotyczących podróżowania w strefie granicznej). Służyła ona jedynie ruchowi lokalnemu, będąc jedyną drogą dojazdu do wsi położonych w Dolinie Orlicy.
Na początku XXI wieku Autostrada Sudecka pozostaje drogą o bardzo niskim natężeniu ruchu. W zimie na wielu odcinkach nie jest odśnieżana i może być nieprzejezdna. Wyjątek stanowi odcinek od Polskich Wrót do Zieleńca, służący dojazdowi do ośrodków narciarskich.
Dzięki możliwości pozyskiwania środków z funduszy unijnych po wejściu Polski do Unii Europejskiej podjęto prace nad aktywizacją całej Drogi Sudeckiej, a wraz z nią drogi 389. Do 2006 roku wyremontowano odcinek Przełęcz Polskie Wrota – Zieleniec – Rozdroże pod Hutniczą Kopą. W roku 2013 wyremontowano jeden z najbardziej zniszczonych odcinków drogi, we wsi Gniewoszów.

## Miejscowości leżące przy trasie DW389
- Międzylesie
- Różanka
- Gniewoszów
- Rudawa
- Mostowice
- Lasówka
- Zieleniec
- Duszniki-Zdrój